# Jonquer becdret
El jonquer becdret (Limnoctites rectirostris) és una espècie d'ocell de la família dels furnàrids (Furnariidae).

## Hàbitat i distribució
Viu en zones de Canyars i herba alta prop de l'aigua de les terres baixes del sud-est del Brasil, sud i est d'Uruguai i nord-est de l'Argentina.